# Rotkappensittich
Der Rotkappensittich (Purpureicephalus spurius), auch als Kappensittich bezeichnet, ist eine australische Papageienart, die ausgesprochen farbenfroh ist. Er ist der einzige Vertreter der Gattung der Purpureicephalus oder Rotkappensittiche. Er wird zu den Plattschweifsittichen gezählt, unterscheidet sich jedoch von diesen vor allem durch seine Verhaltensweise während der Balz. Biochemische Untersuchungen haben eine enge Verwandtschaft zu der Gattung Banardius Ringsittiche belegt. Vermutlich sind sowohl die morphologischen Besonderheiten des Rotkappensittichs als auch seine abweichende Verhaltensweise eine Anpassung.

## Erscheinungsbild
Rotkappensittiche erreichen eine Körperlänge von 37 Zentimetern und wiegen zwischen 98 und 156 Gramm. Der Schädel verjüngt sich nach vorne stark. Der bläulich graue Schnabel ist sehr schmal. Der Oberschnabel ist an der Spitze schwarz. 
Das Männchen ist an Stirn, Scheitel und Nacken dunkelkarmesinrot. Die Wangen sind von leuchtend gelblich grüner Farbe. Die Schulterfedern, die kleine und die mittlere Flügeldecken, der Hinternacken und der Rücken einschließlich des Vorderrückens sind dunkelgrün. Die Oberschwanzdecken sind ebenso wie der Bürzel grünlich gelb. Die Handschwingen sowie die Handdecken sind grauschwarz. Der Hals, der Bauch und die obere Flankenregion weisen eine violette Färbung auf, die untere Flankenregion sowie die Schenkel sind dagegen rot. Die inneren Steuerfedern sind an der Oberseite dunkelgrün und gegen allmählich in ein Blauschwarz über. Die äußeren Steuerfedern sind blau und weisen einen breiten weißen Saum auf. Die Schwanzunterseite ist dunkelgrau.
Weibchen gleichen den Männchen, sind aber insgesamt etwas matter gefärbt und haben eine grüne Linie über den Augen.
Noch nicht geschlechtsreife Jungvögel weichen in ihrem Gefieder deutlich von den adulten Vögeln ab. Bei ihnen fehlt die rote Kappe. Der Scheitel ist ebenso wie der Nacken, der Rücken und die Schwingen matt dunkelgrün. Am auffallendsten ist der Unterschied an Brust und Bauch. Diese sind bei juvenilen Rotkappensittichen zinnoberbraun.

## Flugbild
Der Flug der Rotkappensittiche ist leicht wellenförmig und verhältnismäßig schnell. Die wellenförmige Bewegung entsteht, weil die Sittiche nach einigen schnellen Flügelschlägen für eine kurze Zeit gleiten. Im Unterschied zu sowohl den Ringsittichen als auch den Plattschweifsittichen ist der Flug der Rotkappensittiche geräuschlos und – von der leicht wellenförmigen Flugweise abgesehen – verhältnismäßig gradlinig. Dem Flug fehlen zwei charakteristische Merkmale, der für diese beiden Gattungen kennzeichnend ist: In Bodennähe zeigen sie keine bogenförmigen Sinkflüge und bei ihnen fehlt das Aufwärtsgleiten kurz vor der Landung. Während des Fluges lassen sie ein raues krarr-räk...krarr-räk hören.

## Verbreitung und Lebensraum
Rotkappensittiche sind eine australische Papageienart. Ihr Verbreitungsgebiet ist auf den äußersten Südwesten Australiens beschränkt. Sie bewohnen hier eine große Vielzahl baumbestandener Lebensräume. Sie kommen sowohl in dichten Eukalyptuswäldern vor als auch auf Agrarflächen, die mit einzeln stehenden Bäumen durchsetzt sind. Rotkappensittiche nutzen auch baumgesäumte Wasserläufe sowie Alleenstraßen. Sie kommen auch in Stadtparks sowie auf Obstplantagen vor. Ihre Bestandsdichte ist am größten in humiden und subhumiden Regionen, In eher trockenen Regionen ihres Verbreitungsgebietes sind sie dagegen eine verhältnismäßig seltene Art.

## Verhalten
Geschlechtsreife Rotkappensittiche leben überwiegend paarweise. Noch nicht geschlechtsreife Vögel dagegen bilden Schwärme, die häufig zwanzig und mehr Individuen umfassen. Gelegentlich sind sie auch mit Ringsittichen und Gelbwangensittichen vergesellschaftet. 
Schwärme, die aus noch nicht geschlechtsreifen Rotkappensittichen bestehen, zeigen ein nomadisierendes Verhalten. Ausgewachsene, verpaarte Rotkappensittiche sind dagegen überwiegend standorttreu.

## Nahrung
Rotkappensittiche fressen Samen, Früchte, Beeren, Nüsse, Blüten und Blattknospen. Sie fressen auch Äpfel und Birnen und können auf Obstplantagen daher einigen Schaden anrichten. Eine besondere Rolle in ihrer Nahrung spielen die Samen der Eukalyptusbäume. Der Schnabel mit seinem schmalen, verlängerten Oberschnabel befähigt Rotkappensittiche insbesondere die Samen aus den großen, napfförmigen Kapseln des Eucalyptus calophylla zu klauben. Rotkappensittiche sind auch bereits dabei beobachtet worden, wie sie einzelne Blätter vorsichtig durch die Schnabelhälften ziehen und dabei Blattflöhe abstreifen.

## Fortpflanzung
Rotkappensittiche sind nach heutigem Erkenntnisstand monogame Vögel, deren Paarbindung erst mit dem Tod eines der Partner endet. Auffällig ist das Balzverhalten der Rotkappensittiche. Männchen verfolgen zunächst im Flug das Weibchen. Einem sitzenden Weibchen nähern sich die Männchen mit aufgerichteten Scheitelfedern, während die Schwingen leicht hängen und das Bürzelgefieder gesträubt ist. Bei der Bewegung in Richtung zum Weibchen lässt das Männchen unentwegt scharfe Schnatterlaute hören.
Rotkappensittiche sind Höhlenbrüter, die bevorzugt in Eukalyptusbäumen brüten. Das Gelege besteht aus fünf bis sechs Eier. In einigen Fällen besteht es aber auch aus nur drei oder gar aus sieben Eiern. Es brütet allein das Weibchen. Die Brutzeit beträgt 23 Tage. Das Männchen füttert das brütende Weibchen. Zur Fütterung verlässt das Weibchen die Bruthöhle. Die Nestlinge verlassen etwa mit 37 Tagen die Nisthöhle und halten sich dann noch für drei bis vier Wochen in der Nähe der adulten Vögel auf.

## Belege